# Погромне (село)
Погро́мне (рос. Погромное) — село у складі Тоцького району Оренбурзької області, Росія.

## Населення
Населення — 702 особи (2010; 876 у 2002).
Національний склад (станом на 2002 рік):
- росіяни — 88 %